# Arne Ellingsen
Arne Ellingsen (* 21. August 1924 in Sande; † 24. Juni 2010) war ein norwegischer Skispringer.

## Werdegang
Ellingsen gewann bei den Norwegischen Meisterschaften 1953 in Oslo auf der Normalschanze die Silbermedaille hinter Arnfinn Bergmann. Im Dezember gab er sein internationales Debüt bei der Vierschanzentournee 1953/54. Dabei überraschte Ellingen mit Rang vier in Oberstdorf. Nach einem 21. Platz auf der Großen Olympiaschanze in Garmisch-Partenkirchen wiederholte er in Innsbruck seinen vierten Platz und verpasste damit zum zweiten Mal nur knapp das Podium. Auf der Paul-Außerleitner-Schanze in Bischofshofen schloss er seine erste und einzige Tournee mit einem 10. Platz ab. In der Gesamtwertung belegte Ellingsen mit 820,1 Punkten den sechsten Platz.

## Erfolge

### Vierschanzentournee-Platzierungen
| Saison  | Platz | Punkte |
| ------- | ----- | ------ |
| 1953/54 | 06.   | 820,1  |